# Longquan (köpinghuvudort i Kina, Hunan Sheng, lat 25,90, long 112,21)
Longquan (kinesiska: 龙泉) är en köpinghuvudort i Kina. Den ligger i provinsen Hunan, i den södra delen av landet, omkring 270 kilometer söder om provinshuvudstaden Changsha. Antalet invånare är 98 496. Befolkningen består av 48 271 kvinnor och 50 225 män. Barn under 15 år utgör 22,0 %, vuxna 15-64 år 70 %, och äldre över 65 år 7,0 %.
Runt Longquan är det tätbefolkat, med 383 invånare per kvadratkilometer. Longquan är det största samhället i trakten. I omgivningarna runt Longquan växer huvudsakligen savannskog.
Genomsnittlig årsnederbörd är 1 888 millimeter. Den regnigaste månaden är augusti, med i genomsnitt 273 mm nederbörd, och den torraste är oktober, med 37 mm nederbörd.